# Ricky Taylor

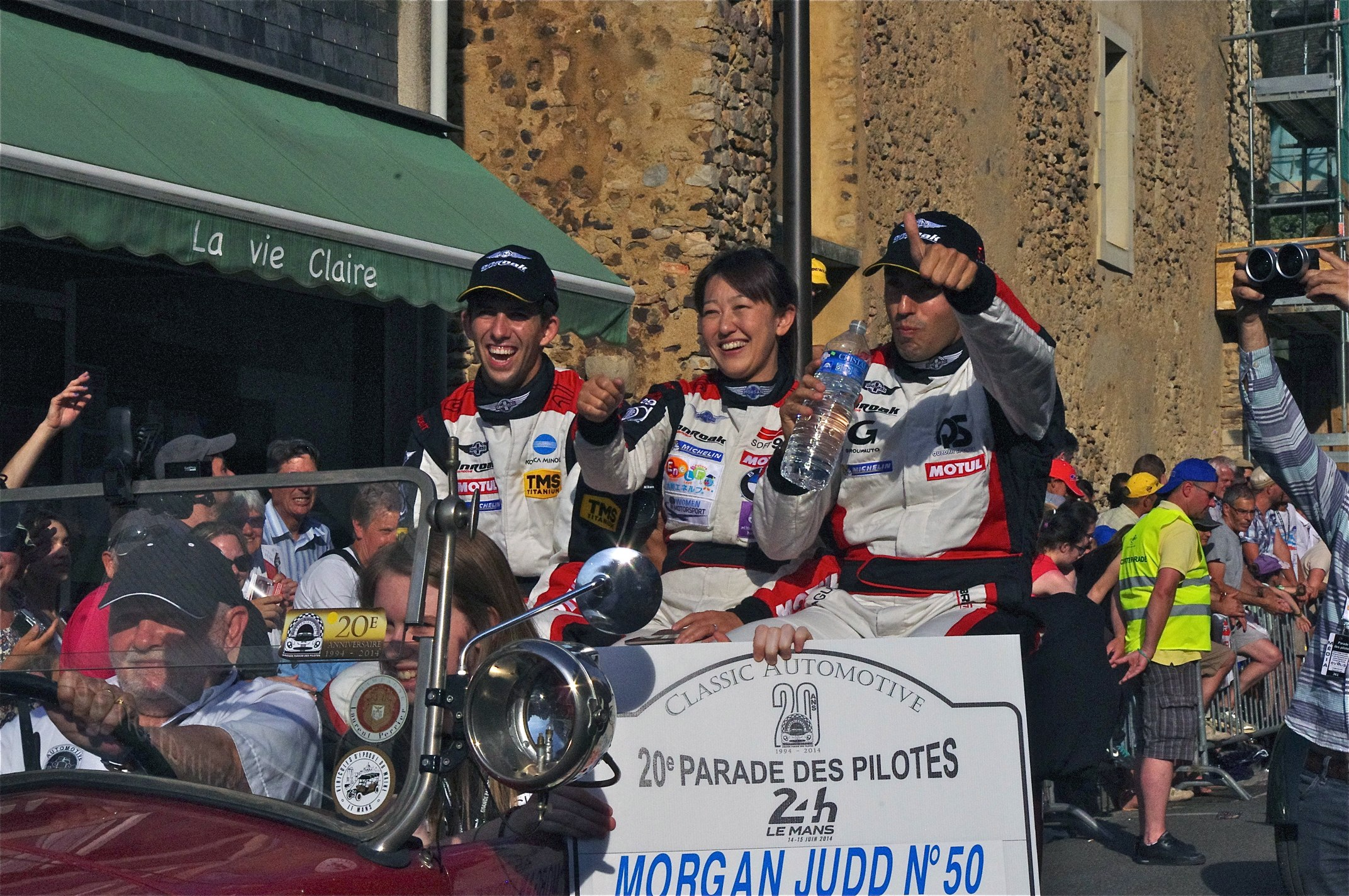
Ricky Taylor (links) mit Keiko Ihara und Pierre Ragues 2014

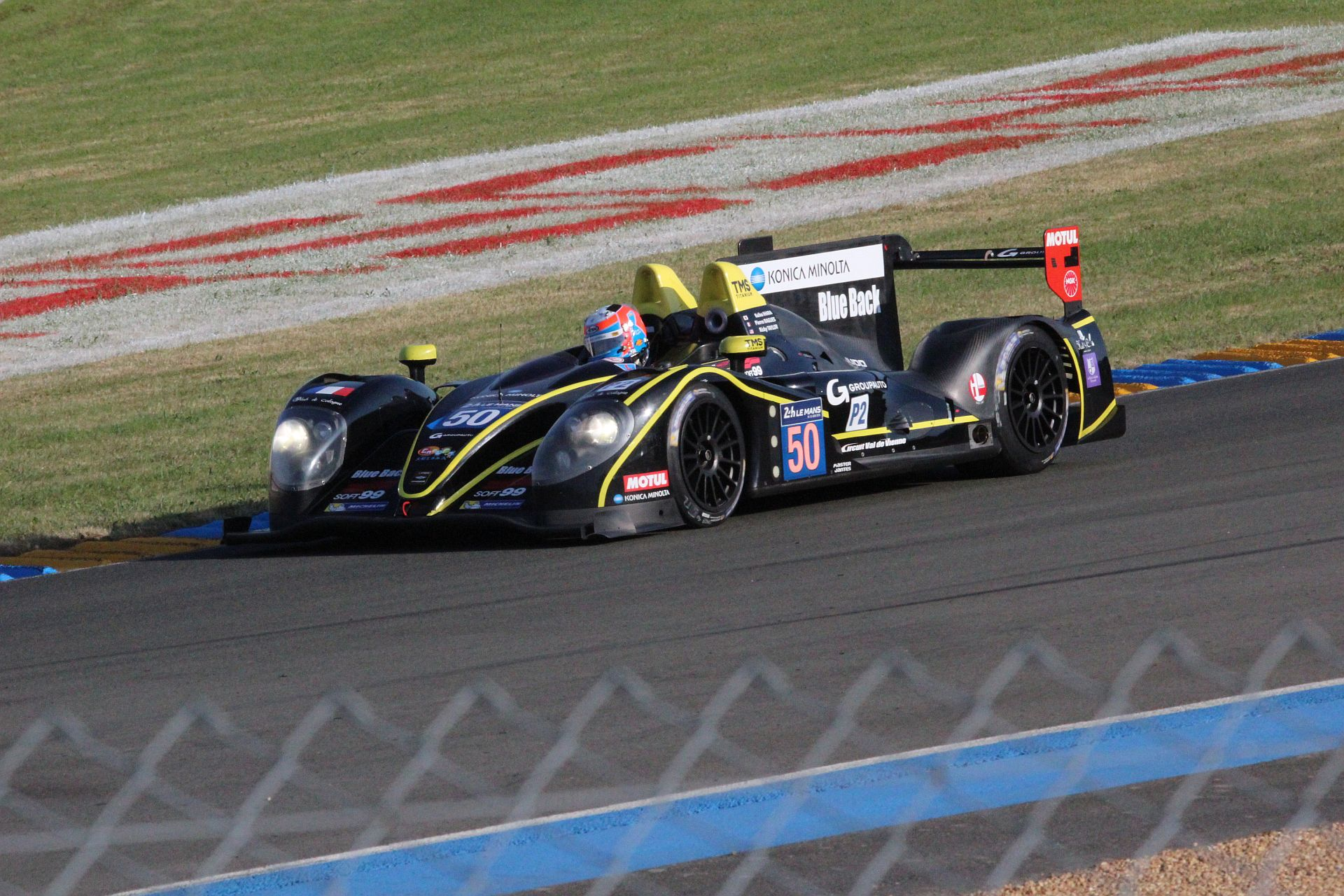
Der Morgan LMP2 von Pierre Ragues, Keiko Ihara und Ricky Taylor beim 24-Stunden-Rennen von Le Mans 2014

Richard Scott „Ricky“ Taylor (* 3. August 1989 in Guildford) ist ein US-amerikanischer Autorennfahrer.  Von 2008 bis 2013 trat er in der Grand-Am Sports Car Series an. Seit 2014 startet er in der Nachfolgeserie IMSA WeatherTech SportsCar Championship. Dort gewann er 2017 und 2020 den Titel in der Prototypen- bzw. DPi-Klasse. Er ist zweifacher Sieger des 24-Stunden-Rennens von Daytona.

## Familie
Ricky Taylor ist der Sohn von Wayne Taylor und kam in der englischen Grafschaft Surrey zur Welt. Sein Vater, geboren im südafrikanischen Port Elizabeth, nahm später die US-amerikanische Staatsbürgerschaft an. Wayne Taylor, der ein eigenes Rennteam betreibt, war in den 1980er- und 1990er-Jahren ein erfolgreicher Sportwagenpilot. Zweimal, 1996 und 2005, gewann er das 24-Stunden-Rennen von Daytona und 1996 das 12-Stunden-Rennen von Sebring. Sein jüngerer Bruder Jordan ergriff ebenfalls den Beruf eines Autorennfahrers.

## Karriere als Rennfahrer
Ricky Taylor begann seine Karriere im Kartsport und stieg 2006 in den Monopostosport ein. Er gewann 2007 die Gesamtwertung der Skip Barber Southern Regional Series und wurde im selben Jahr Gesamtzweiter der nationalen Skip Barber Series.
2008 erfolgte mit dem Debüt beim 24-Stunden-Rennen von Daytona der Umstieg in den Sportwagensport. Das Rennen am Daytona International Speedway beendete mit Vater, Bruder, Max Angelelli und Michael Valiante als Partnern an der fünften Stelle der Gesamtwertung. Seinen ersten Erfolg bei einem Sportwagenrennen feierte er beim zur Rolex Sports Car Series 2010 zählenden 2,45-Stunden-Rennen von Lime Rock. Die Gesamtwertung der Meisterschaft beendete er als Gesamtdritter. 2011 wurde er Vizemeister der Grand-Am Sports Car Series.
2013 gab er sein Debüt beim 24-Stunden-Rennen von Le Mans und 2014 beim 12-Stunden-Rennen von Sebring, wo er 2015 Gesamtzweiter wurde. 2017 gewann er zusammen mit seinem Bruder Jordan, Max Angelelli und Jeff Gordon das 24-Stunden-Rennen von Daytona. Wenige Wochen später blieb er auch beim 12-Stunden-Rennen von Sebring siegreich.

## Statistik

### Le-Mans-Ergebnisse
| Jahr | Team                  | Fahrzeug                    | Teamkollege        | Teamkollege              | Platzierung | Ausfallgrund    |
| ---- | --------------------- | --------------------------- | ------------------ | ------------------------ | ----------- | --------------- |
| 2013 | Larbre Compétition    | Chevrolet Corvette C6.R-ZR1 | Julien Canal       | Patrick Bornhauser       | Rang 29     |                 |
| 2014 | Larbre Compétition    | Morgan LMP2                 | Pierre Ragues      | Keiko Ihara              | Rang 14     |                 |
| 2016 | Corvette Racing       | Chevrolet Corvette C7.R     | Jan Magnussen      | Antonio García           | Rang 25     |                 |
| 2017 | Keating Motorsport    | Riley Mk.XXX                | Jeroen Bleekemolen | Ben Keating              | Rang 47     |                 |
| 2018 | Jackie Chan DC Racing | Ligier JS P217              | Côme Ledogar       | David Heinemeier Hansson | Ausfall     | Motorschaden    |
| 2019 | Jackie Chan DC Racing | Oreca 07                    | Jordan King        | David Heinemeier Hansson | Ausfall     | Getriebeschaden |
| 2021 | High Class Racing     | Oreca 07                    | Dennis Andersen    | Marco Sørensen           | Rang 18     |                 |
| 2022 | Cool Racing           | Oreca 07                    | Ye Yifei           | Niklas Krütten           | Rang 11     |                 |
| 2023 | Tower Motorsports     | Oreca 07                    | Steven Thomas      | René Rast                | Ausfall     | Unfall          |
| 2025 | Cadillac WTR          | Cadillac V-Series.R         | Filipe Albuquerque | Jordan Taylor            | Ausfall     | Motorschaden    |

### Sebring-Ergebnisse
| Jahr | Team                                        | Fahrzeug              | Teamkollege     | Teamkollege        | Teamkollege        | Platzierung | Ausfallgrund |
| ---- | ------------------------------------------- | --------------------- | --------------- | ------------------ | ------------------ | ----------- | ------------ |
| 2014 | Wayne Taylor Racing                         | Dallara Corvette DP   | Jordan Taylor   | Max Angelelli      |                    | Rang 7      |              |
| 2015 | Wayne Taylor Racing                         | Chevrolet Corvette DP | Jordan Taylor   | Max Angelelli      |                    | Rang 2      |              |
| 2016 | Wayne Taylor Racing                         | Chevrolet Corvette DP | Jordan Taylor   | Max Angelelli      | Rubens Barrichello | Ausfall     | Defekt       |
| 2017 | Konica Minolta Cadillac DPi-V.R             | Cadillac DPi-V.R      | Jordan Taylor   | Alex Lynn          |                    | Gesamtsieg  |              |
| 2018 | Acura Team Penske                           | Acura ARX-05          | Graham Rahal    | Hélio Castroneves  |                    | Ausfall     | Motorschaden |
| 2019 | Acura Team Penske                           | Acura ARX-05          | Alexander Rossi | Hélio Castroneves  |                    | Rang 4      |              |
| 2020 | Acura Team Penske                           | Acura ARX-05          | Alexander Rossi | Hélio Castroneves  |                    | Rang 8      |              |
| 2021 | Konica Minolta Acura                        | Acura ARX-05          | Alexander Rossi | Filipe Albuquerque |                    | Rang 4      |              |
| 2022 | Konica Minolta Acura                        | Acura ARX-05          | Will Stevens    | Filipe Albuquerque |                    | Rang 4      |              |
| 2023 | Wayne Taylor Racing with Andretti Autosport | Acura ARX-06          | Louis Delétraz  | Filipe Albuquerque |                    | Ausfall     | Unfall       |
| 2024 | Wayne Taylor Racing with Andretti           | Acura ARX-06          | Brendon Hartley | Filipe Albuquerque |                    | Rang 5      |              |
| 2025 | Cadillac Wayne Taylor Racing                | Cadillac V-Series.R   | Will Stevens    | Filipe Albuquerque |                    | Rang 7      |              |

### Einzelergebnisse in der FIA-Langstrecken-Weltmeisterschaft
| Saison  | Team                               | Rennwagen                           | 1   | 2   | 3   | 4   | 5   | 6   | 7   | 8   | 9   |
| ------- | ---------------------------------- | ----------------------------------- | --- | --- | --- | --- | --- | --- | --- | --- | --- |
| 2013    | Larbre Compétition                 | Chevrolet Corvette C6.R             | SIL | SPA | LEM | SAO | AUS | FUJ | SHA | BAH |     |
| 2013    | Larbre Compétition                 | Chevrolet Corvette C6.R             | 29  |     |     |     |     |     |     |     |     |
| 2014    | Larbre Compétition Corvette Racing | Morgan LMP2 Chevrolet Corvette C7.R | SIL | SPA | LEM | AUS | FUJ | SHA | BAH | SAO |     |
| 2014    | Larbre Compétition Corvette Racing | Morgan LMP2 Chevrolet Corvette C7.R |     |     | 14  | 24  |     |     |     |     |     |
| 2016    | Corvette Racing Larbre Compétition | Chevrolet Corvette C7.R             | SIL | SPA | LEM | NÜR | MEX | AUS | FUJ | SHA | BAH |
| 2016    | Corvette Racing Larbre Compétition | Chevrolet Corvette C7.R             |     |     | 25  |     | DNF | 24  | 30  | 28  | 30  |
| 2017    | Keating Motorsport                 | Riley Mk.XXX                        | SIL | SPA | LEM | NÜR | MEX | AUS | FUJ | SHA | BAH |
| 2017    | Keating Motorsport                 | Riley Mk.XXX                        | 47  |     |     |     |     |     |     |     |     |
| 2018/19 | Chan Racing                        | Ligier JS P217 Oreca 07             | SPA | LEM | SIL | FUJ | SHA | SEB | SPA | LEM |     |
| 2018/19 | Chan Racing                        | Ligier JS P217 Oreca 07             |     | DNF |     |     |     |     |     | DNF |     |
| 2021    | High Class Racing                  | Oreca 07                            | SPA | POR | MON | LEM | BAH | BAH |     |     |     |
| 2021    | High Class Racing                  | Oreca 07                            | 18  |     |     |     |     |     |     |     |     |
| 2022    | Cool Racing                        | Oreca 07                            | SEB | SPA | LEM | MON | FUJ | BAH |     |     |     |
| 2022    | Cool Racing                        | Oreca 07                            | 11  |     |     |     |     |     |     |     |     |
| 2023    | Tower Motorsports                  | Oreca 07                            | SEB | POR | SPA | LEM | MON | FUJ | BAH |     |     |
| 2023    | Tower Motorsports                  | Oreca 07                            | DNF |     |     |     |     |     |     |     |     |
| 2025    | Cadillac WTR                       | Cadillac V-Series.R                 | KAT | IMO | SPA | LEM | SAO | AUS | FUJ | BAH |     |
| 2025    | Cadillac WTR                       | Cadillac V-Series.R                 | DNF |     |     |     |     |     |     |     |     |